# Surfacing
Surfacing é o quarto álbum de estúdio de Sarah McLachlan. Lançado em 15 de julho de 1997, Surfacing, o álbum que transformou McLachlan internacionalmente reconhecida, chegou ao segundo lugar na parada da Billboard e fez com que ela recebesse dois prêmios Grammy em 1998, por melhor performance feminina de pop/rock com a canção "Building a Mistery" e melhor canção instrumental com "Last Dance". A faixa "Angel" ficou famosa por fazer parte da trilha sonora do filme Cidade dos Anjos e "Adia" fez parte da trilha da novela Torre de Babel. Este álbum está na lista dos 200 álbuns definitivos no Rock and Roll Hall of Fame.

## Faixas
Todas as faixas por Sarah McLachlan, exceto onde anotado.
1. "Building a Mystery" (Sarah McLachlan, Pierre Marchand) - 4:07
2. "I Love You" -	4:44
3. "Sweet Surrender" - 4:00
4. "Adia" (McLachlan, Marchand) - 4:05
5. "Do What You Have to Do" (McLachlan, Colleen Wolstenholme) - 3:47
6. "Witness" (McLachlan, Marchand) - 4:45
7. "Angel" - 4:30
8. "Black & White" - 5:02
9. "Full of Grace" - 3:41
10. "Last Dance" - 2:33